# Oddworld

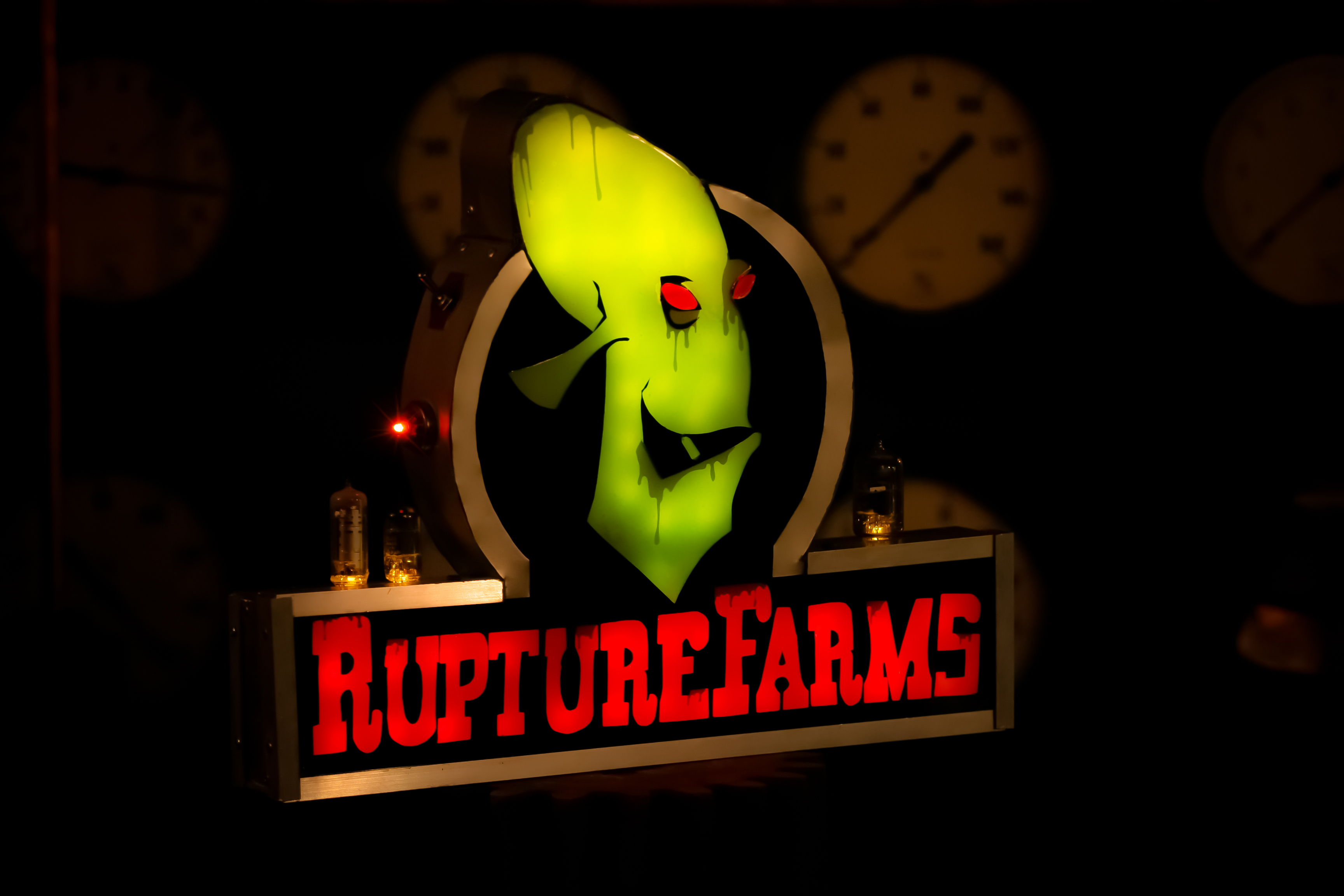
Empresa procesadora de carne en Oddworld.

Oddworld es un universo ficticio procedente de la serie de videojuegos del mismo nombre, creado por la compañía Oddworld Inhabitants bajo la dirección de Lorne Lanning. Oddworld, de naturaleza pacífica, está en peligro de ser consumida por la ambición industrial de las empresas. Es un planeta con un tamaño diez veces mayor que el de la Tierra. El principal continente es Mudos. De ahí el nombre de la raza que se controla en la mayoría de los títulos, «mudokons».

## Juego de la serie
Los desarrolladores originalmente declararon que iba a ser una serie de cinco juegos, Abe's Exoddus, Stranger's Wrath, y Oddworld Adventures sin contar con los otros dos títulos que no fueron desvelados. La idea de hacer cinco juegos se detuvo después de los dos primeros títulos, cuando la compañía decidió reorientar sus esfuerzos hacia la producción de películas. Hubo también algunos títulos que se insinuaron en entrevistas y comunicados de prensa, pero nunca se desarrollaron.

### Títulos realizados
| Nombre                     | Año  | Plataforma | Desarrollador                                                        | Publicador                    | Notas |
| -------------------------- | ---- | --- | -------------------------------------------------------------------- | ----------------------------- | --- |
| Oddworld: Abe's Oddysee    | 1997 | PlayStation, Microsoft Windows, PSN (2008), OnLive (2012)                                                                                              | Oddworld Inhabitants                                                 | GT Interactive                | Primero de la serie. |
| Oddworld: Abe's Exoddus    | 1998 | PlayStation, Microsoft Windows, PSN (2008), OnLive (2012)                                                                                              | Oddworld Inhabitants                                                 | GT Interactive                | Secuela de Abe's Oddysee. |
| Oddworld: Adventures       | 1998 | Game Boy | Saffire                                                              | GT Interactive Software Corp. | Versión portátil de Abe's Oddysee.                                                                                             |
| Oddworld: Adventures 2     | 2000 | Game Boy Color | Saffire                                                              | GT Interactive Software Corp. | Versión portátil de Abe's Exoddus.                                                                                             |
| Oddworld: Munch's Oddysee  | 2001 | Xbox, Windows (2010), PlayStation 3 (2012), OnLive, (2012), PlayStation Vita (2014), Android (2015), Nintendo Switch, (2020)                           | Oddworld Inhabitants, Just Add Water (port)                          | Microsoft Game Studios        | Segundo juego de la serie. |
| Oddworld: Munch's Oddysee  | 2003 | Game Boy Advance | Art Co.                                                              | THQ Inc.                      | Versión portátil de Oddworld: Munch's Oddysee .                                                                                |
| Oddworld: Stranger's Wrath | 2005 | Xbox, Windows (2010), PS3 (2011), PS Vita (2012), OnLive (2012), iOS (2014), Android (2014), Ouya, OS X (2015) Nintendo Switch (2020)                  | Oddworld Inhabitants, Just Add Water (port)                          | Electronic Arts               | Juego de disparos en primera persona / Plataformas en tercera persona.                                                         |
| Oddworld: New 'n' Tasty!   | 2014 | PlayStation 4, Linux (2015), Xbox One (2015), PlayStation 3 (2015), Wii U (2016), PlayStation Vita (2016), Android, iOS (2017), Nintendo Switch (2020) | Just Add Water                                                       | Oddworld Inhabitants          | Se trata del remake Oddworld: Abe's Oddysee, prácticamente con los mismos niveles, en 2.5D, y gráficamente rehecho desde cero. |
| Oddworld: Soulstorm        | 2021 | Microsoft Windows, PlayStation 4, PlayStation 5, Xbox One, Xbox Series X y Series S                                                                    | Fat Kraken Studios Frima Studio Sabotage Studio Oddworld Inhabitants | Oddworld Inhabitants          | Reimaginación de Oddworld: Abe's Exoddus. Está hecho en el motor del juego Unity.                                              |

### Títulos cancelados
- SligStorm: sigue la historia de un Slig albino, nacido en un complejo del que debe escapar para evitar un infanticidio.
- Oddworld: Munch's Exoddus: posible secuela de Munch's Oddysee.
- Oddworld: Squeek's Oddysee: se esperaba que fuese el tercer juego de la serie.
- Oddworld: Nod's Oddysee: este juego nunca fue previsto, Lorne confirmó esto.
- Oddworld: The Hand of Odd: un juego de estrategia en tiempo real online.
- The Brutal Ballad of Fangus Klot: un juego de calificación Mature (+18) encaminado a atraer a un público más general.

### Próximos juegos
El próximos juegos han sido confirmados por el cofundador de Maxis Jeff Braun. El propio Jeff Braun dijo que tenía un fantástico equipo, y que el próximo juego tendrá una calidad cinematográfica perfecta, también señaló que el juego podría tardar "años" en estar realizado.

## Comandos de voz en los títulos
En los juegos Oddworld, se permitía al jugador interactuar con los NPC (personajes no jugables controlados por el propio juego). Por ejemplo, en Abe's Oddysee podía decirse «¡Hola!», «¡Sígueme!», y «Espera» para dar instrucciones exactas de lo que debían hacer personajes aliados. Se salvaba a los mudokons mediante estos comandos, haciendo que siguieran y llevándolos hasta los portales. Los enemigos poseídos por Abe también podían usar estos comandos; podía usarse a los glukons para dar órdenes a los sligs subordinados o usar a sligs para llamar a sus mascotas slog (perros). También se añadieron algunos efectos cómicos tales como ventosidades o eructos.
Las características de estos comando de voz fueron modificados en Stranger's Wrath, ya que sólo había un botón para hablar, que causaba que Stranger dijera algo apropiado a la situación.

## Oddworld: Hand of Odd
Oddworld: Hand of Odd se rumoreaba que iba a ser el quinto juego de la saga. Este iba a ser un juego de estrategia en tiempo real jugable online. Originalmente fue anunciado en 1999, pero fue cancelado cuando Oddworld Inhabitants cerró en abril de 2005 para centrarse en hacer películas.

## The Brutal Ballad of Fangus Klot
En abril de 2005 Game Informer reveló un personaje llamado Fangus, un pastor situado en una región llamada Fangustan; según GI, el argumento giraba en torno a este personaje que debía salvar a todos los habitantes de Oddworld de esa zona de una invasión. Durante la trama, la rabia que contiene el personaje hace que se vuelva loco poco a poco. Se esperaba que fuese clasificado Mature (ESRB) debido a sus tintes oscuros. Nunca fue confirmado por parte de Oddworld Inhabitants, y se pensaba que iba a ser publicado por Majesco.

## Premios
La serie Oddworld ha recibido más de 100 premios. Oddworld: Abe's Oddysee recibió 24 premios y 3 nominaciones de la Academy of Interactive Arts & Sciences entre 1997 y 1998.